# Saizeriya
Saizeriya (サイゼリヤ) est une chaîne japonaise de restaurants à bas prix de style italien. Elle est exploitée par la société Saizeriya Co. (株式会社サイゼリヤ, Kabushiki-gaisha Saizeriya), dont le siège se situe à Yoshikawa, dans la préfecture de Saitama.
Au-delà du Japon, le restaurant est également présent en Chine (y compris à Hong Kong), à Taiwan et à Singapour, et possède une usine de production alimentaire à Melton, Victoria, en Australie.

## Concept
Saizeriya est réputée pour ses prix extrêmement bas. De nombreux plats sont proposés à moins de 500 yens, avec une stratégie de volumes élevés. Le menu propose des classiques italiens adaptés au goût japonais : gratins, pâtes, pizzas, viandes en sauce, et desserts comme le tiramisu.
La chaîne fonctionne selon un modèle rationalisé de production centralisée et de logistique optimisée. Le mobilier, les ingrédients, et même la vaisselle sont standardisés à travers les restaurants.

## Histoire

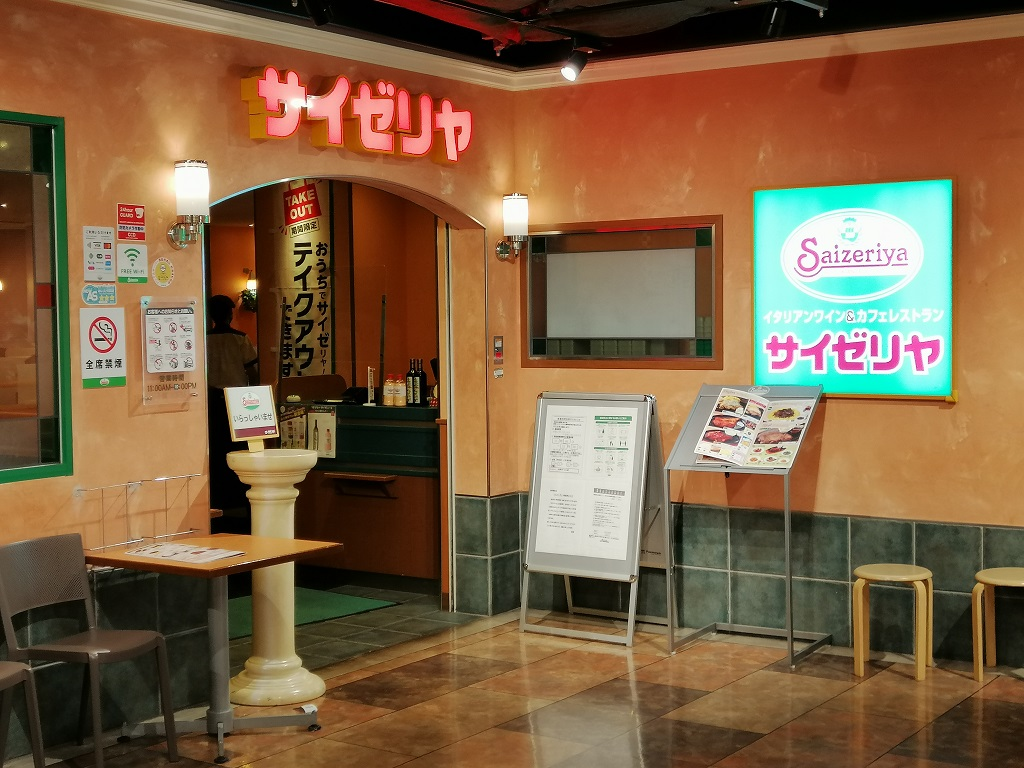
Un restaurant Saizeriya à Nagoya, au Japon

L'actuel président de l'entreprise, Yasuhiko Shōgaki, travaillait dans un restaurant occidental appelé Saizeriya à Ichikawa, Chiba, alors qu'il étudiait à l'Université des Sciences de Tokyo. Le directeur de l'époque a reconnu son talent et, alors qu'il terminait ses études secondaires, Shōgaki a hérité du restaurant. La cuisine italienne devenant de plus en plus populaire, Shōgaki a converti le restaurant en restaurant italien, mais la clientèle s'est faite plus rare. Shōgaki a alors baissé les prix de 70 %, et le restaurant a connu un tel succès que des files d'attente ont commencé à apparaître, ce qui l'a contraint à ouvrir un autre restaurant.
En mai 1973, Shōgaki fonde un kabushiki gaisha  à Ichikawa. L'entreprise commence alors à se développer en tant que chaîne de restaurants. Son siège social reste dans la préfecture de Chiba. En 1987, l'entreprise change de nom pour devenir Maria-no. En 1992, elle prend à nouveau le nom de Saizeriya.

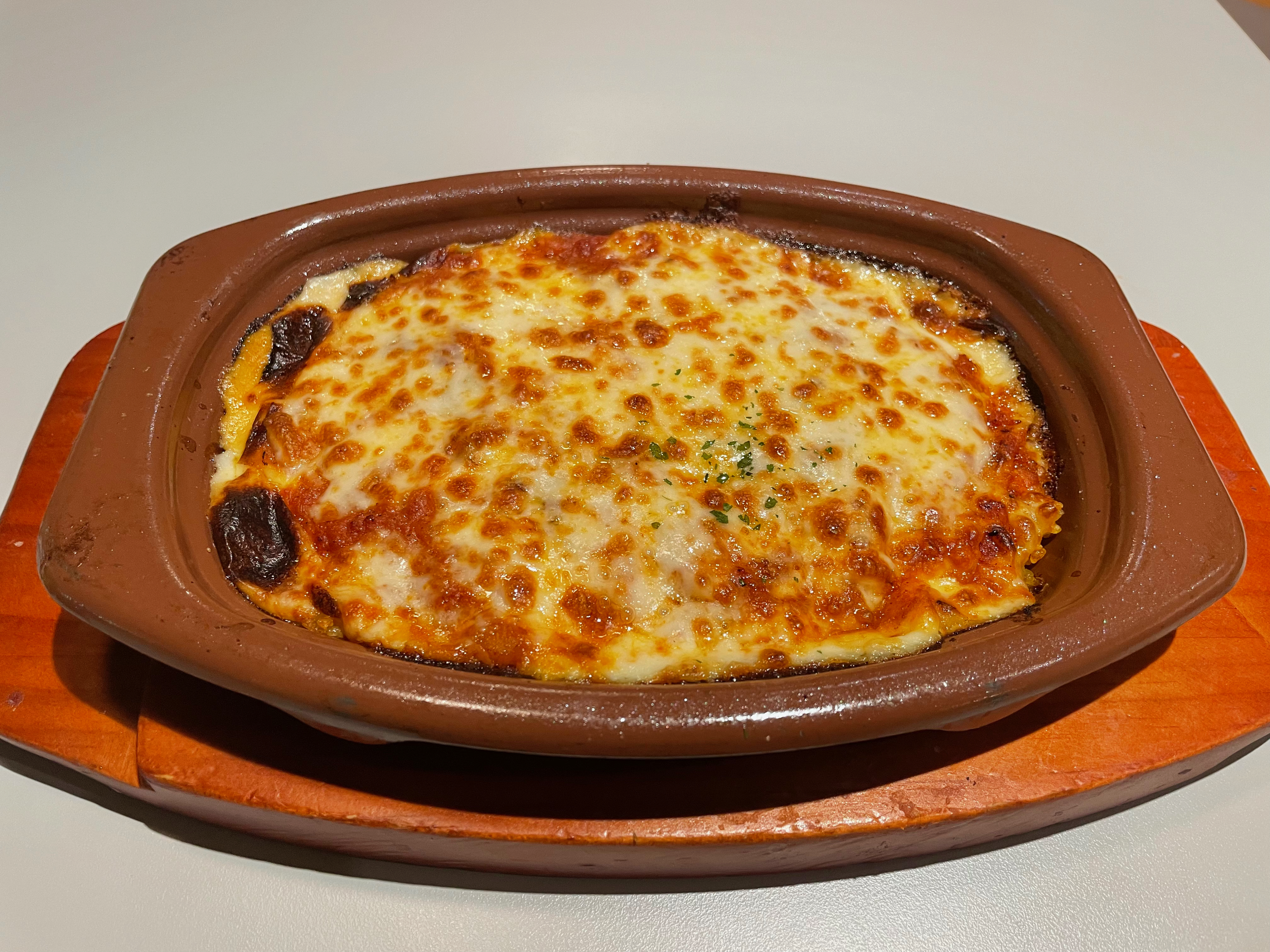

Aujourd'hui, le réseau de restaurants s'est considérablement développé. Spécialisée dans la restauration à bas prix, la chaîne compte aujourd'hui plus de 1600 établissements.Les Saizeriya peuvent prendre différentes formes : on les trouve dans de nombreux bâtiments au Japon, comme des épiceries de bord de route, des restaurants dans des bâtiments commerciaux, des gares, etc.

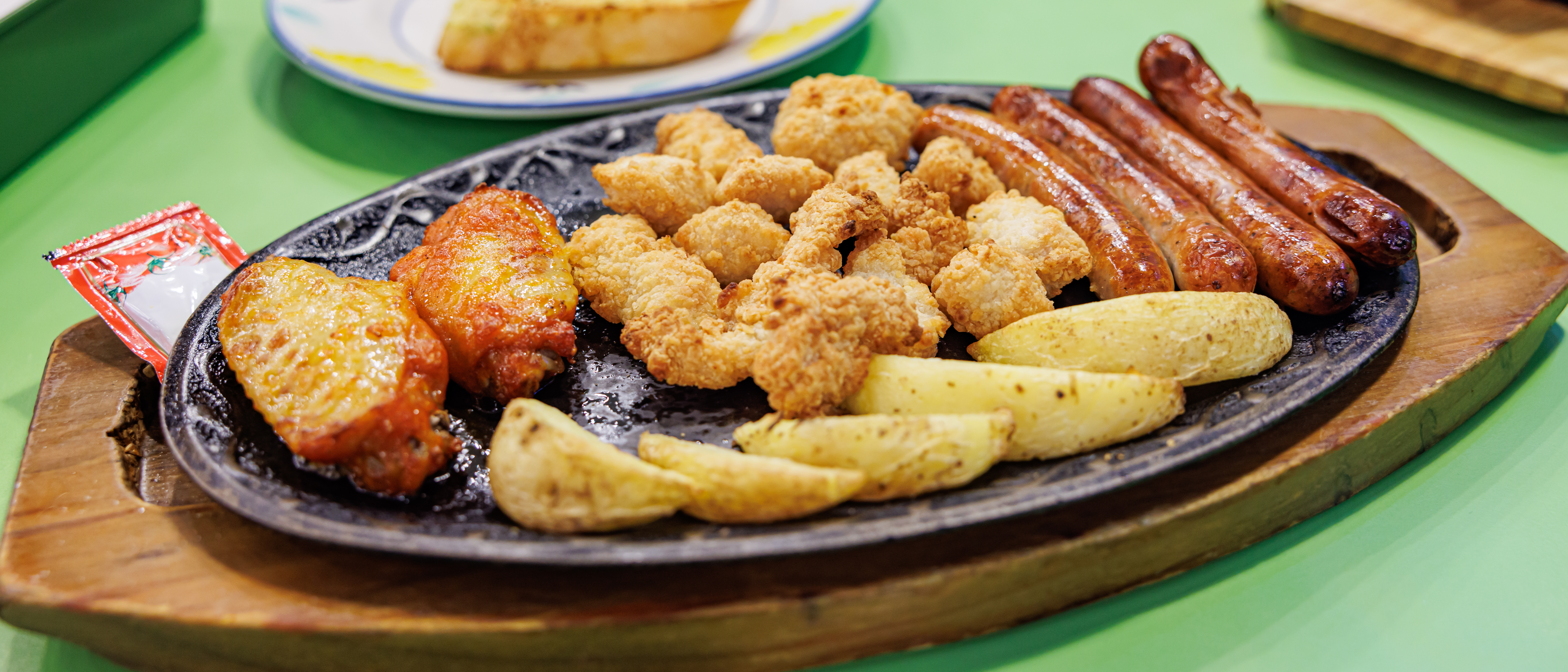

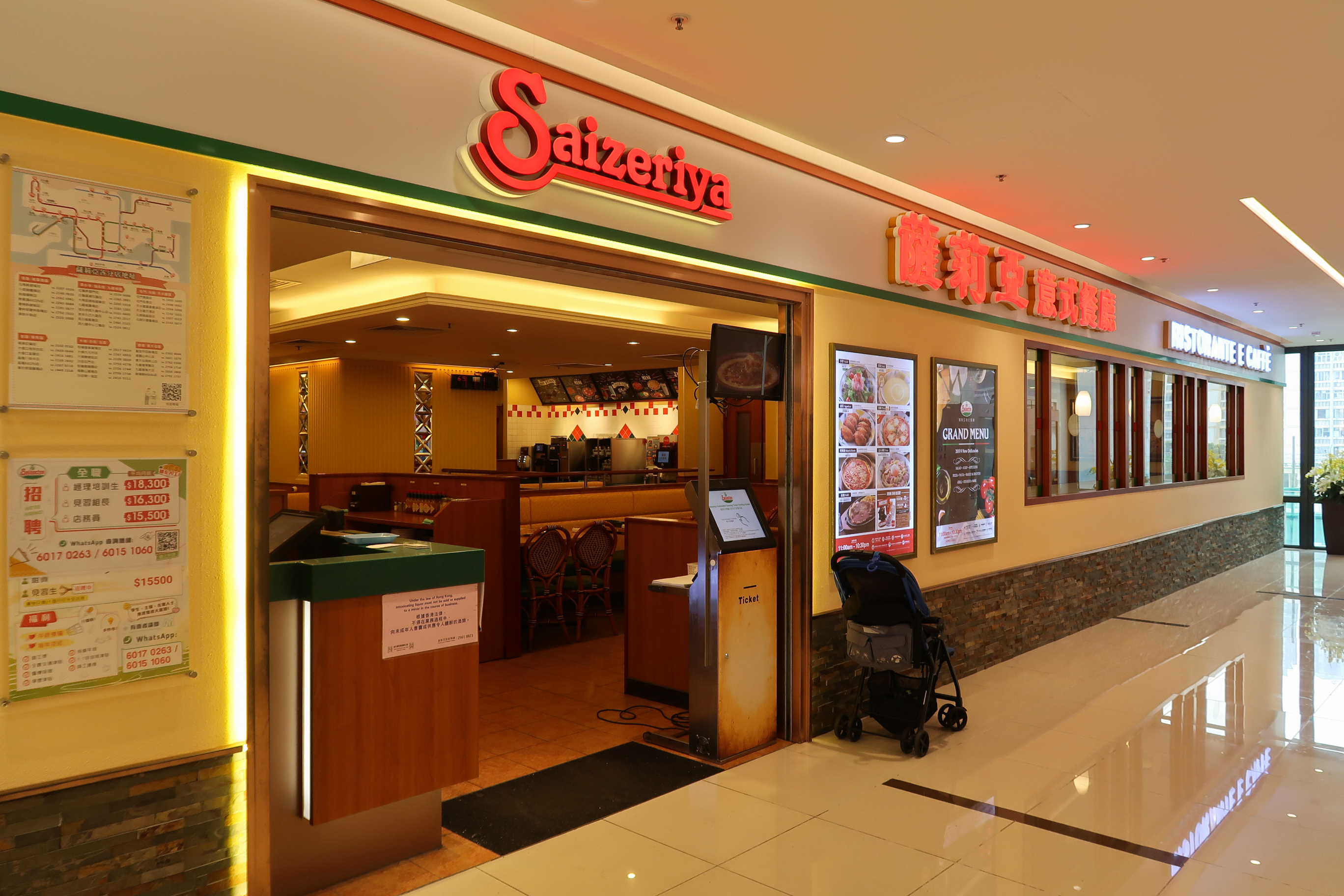
Un site Saizeriya à Tsuen Wan, Hong Kong

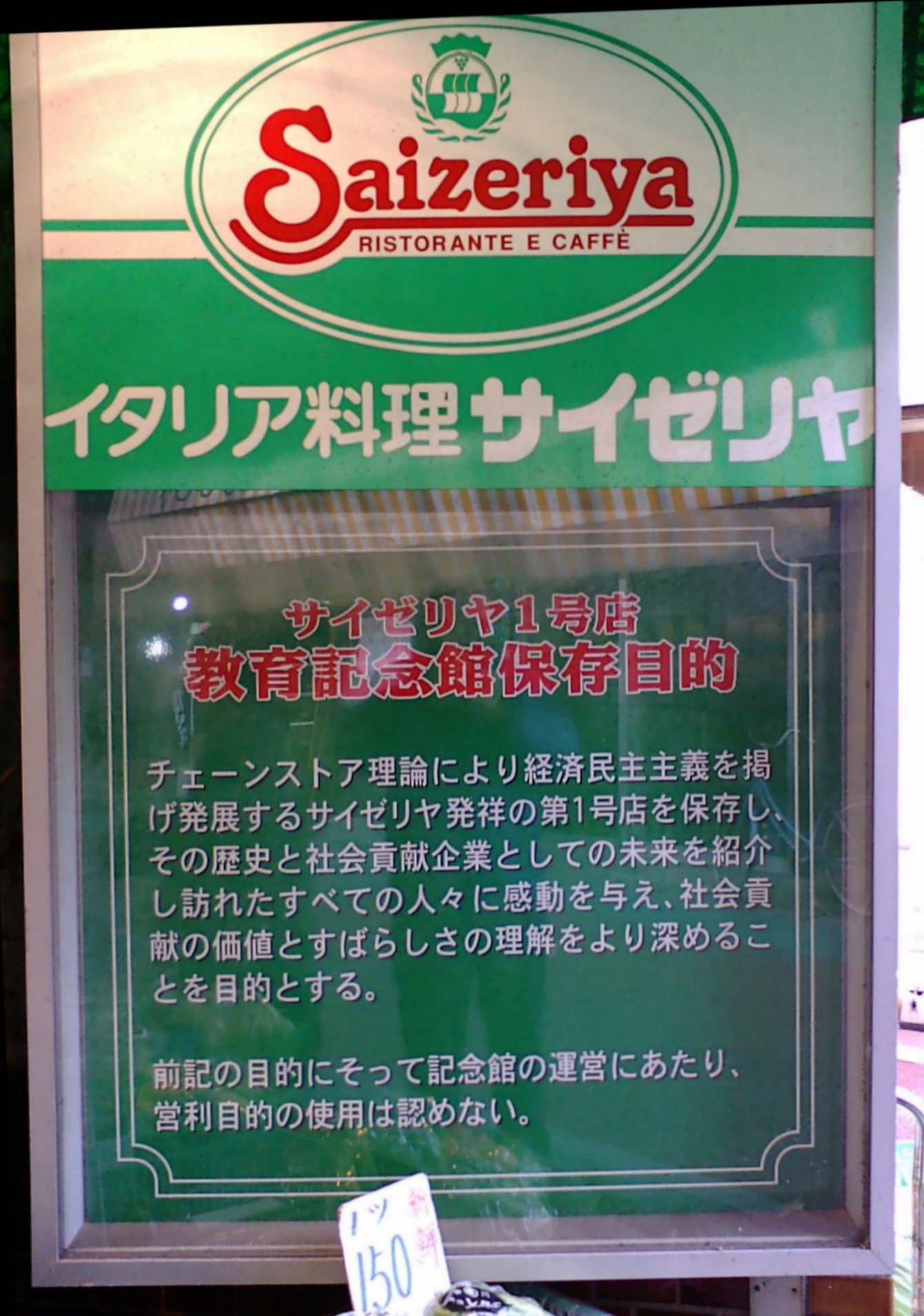
Le panneau installé après la fermeture du premier magasin Saizeriya, qui est maintenant un bâtiment de formation commémoratif

- Avril 1968 - Yasuhiko Shōgaki reprend le magasin Saizeriya et démarre une entreprise privée.
- Mai 1973 - L'entreprise privée devient une société et la société Maria-nu est créée.
- Décembre 1977 - Plusieurs magasins commencent à ouvrir.
- Avril 1981 - Début des magasins du centre commercial : à LaLaPort.
- Mai 1983 - L'entreprise déménage vers de nouveaux locaux à Ichikawa, Chiba.
- Mars 1987 - Début des magasins de la gare : à Shapō.
- Avril 1987 - L'entreprise change de nom et devient Maria-no.
- Octobre 1987 - Un « système de saisie des commandes » est introduit.
- Septembre 1989 - Début des commerces de banlieue en bord de route : à Mito Kaidō.
- Octobre 1991 - L'entreprise déménage à Funabashi, Chiba.
- Septembre 1992 - La société change de nom pour devenir Saizeriya.
- Juillet 1994 - Le 100ème magasin est ouvert à Enoshima.
- Octobre 1997 – Une usine est construite à Yoshikawa, Saitama. L'entreprise s'y installe.
- Avril 1998 - La société enregistre ses actions auprès de la bourse JASDAQ Securities Exchange et commence à les vendre.
- Juillet 1999 - Deux actions sont cotées à la Bourse de Tokyo.
- Août 2000 - Une action change de désignation.
- Octobre 2001 - Le 500e magasin est ouvert à Kyōnan, Yamanashi.
- Décembre 2003 - Le premier magasin à l'étranger est ouvert à Shanghai.
- Août 2005 - « Eat Run », un nouveau magasin de restauration rapide, ouvre ses portes.
- Novembre 2005 - « Spa-Q » et « TacoQ », deux nouveaux magasins, ouvrent à Saitama.
- Avril 2007 - « Saizeriya Express », un nouveau magasin de spaghettis à bas prix, ouvre à Green Walk, Hachioji, Tokyo.
- Décembre 2007 - Un magasin ouvre à Guangzhou, en Chine.
- 2008 - Saizeriya ouvre son premier magasin à Singapour[10].
- Octobre 2008 - Polémique concernant la distribution de pizzas avec de la pâte contaminée à la mélamine en provenance de Chine.
- Octobre 2010 - Le restaurant italien Saizeriya (薩莉亞意式餐廳) ouvre ses portes à North Point, Hong Kong.
- 2010 - Saizeriya ouvre environ 6 magasins à Pékin, en Chine.
- 2020 - Saizeriya développe un masque spécial à porter en mangeant, combinant un masque traditionnel et une serviette en papier pliée, afin de limiter les projections pendant le repas. L’innovation est présentée par Kyodo News comme une aide aux restaurants touchés par la pandémie[11].
- Avril 2025 - L’enseigne annonce son premier restaurant au Vietnam (Hô Chi Minh), poursuivant son expansion en Asie du Sud-Est[12].

## Controverses financières de 2007–2009
Entre 2007 et 2008, Saizeriya a conclu plusieurs contrats de swap sur devises étrangères avec la banque BNP Paribas, dans le but de couvrir ses transactions en dollars australiens. Toutefois, la dépréciation rapide du dollar australien face au yen a provoqué des pertes importantes, estimées à environ 15 milliards de yens. Cette opération, qualifiée de couverture spéculative mal maîtrisée par plusieurs analystes, a fortement affecté les résultats financiers de l’entreprise. En 2009, Saizeriya a enregistré une perte nette de 4,8 milliards de yens et son président-directeur général, Yasuhiko Shōgaki, a quitté ses fonctions peu après.

## Anecdotes
- Le nom "Saizeriya" n’a pas de signification particulière en italien. Il a été choisi pour sa sonorité jugée européenne.
- L’enseigne est surnommée affectueusement "Saize" (サイゼ) par les Japonais[15].
- Le vin maison est proposé à un prix abordable (100 yens le verre), ce qui en fait un lieu populaire parmi les jeunes et les étudiants[16].

## Galerie
Produits

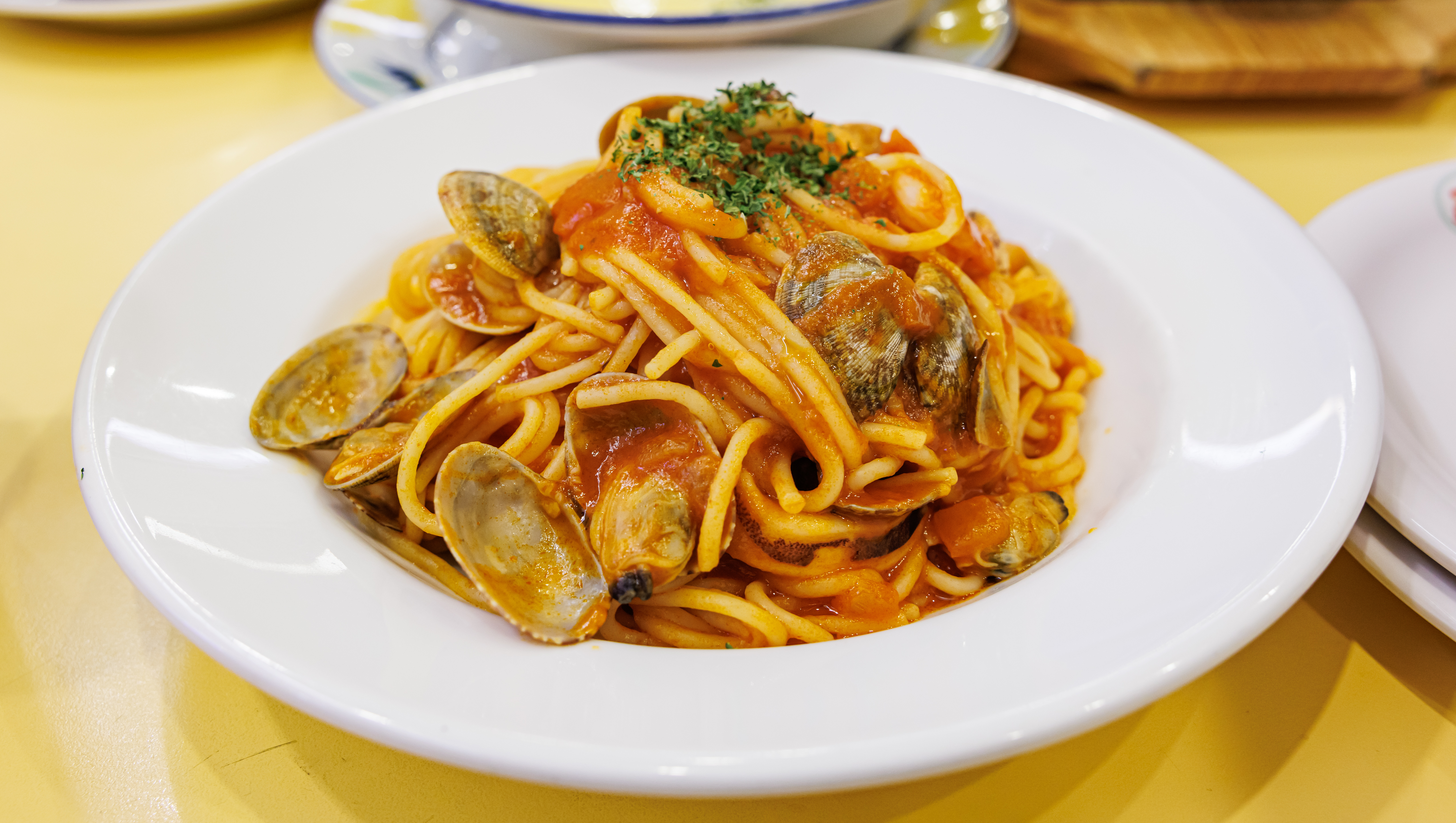
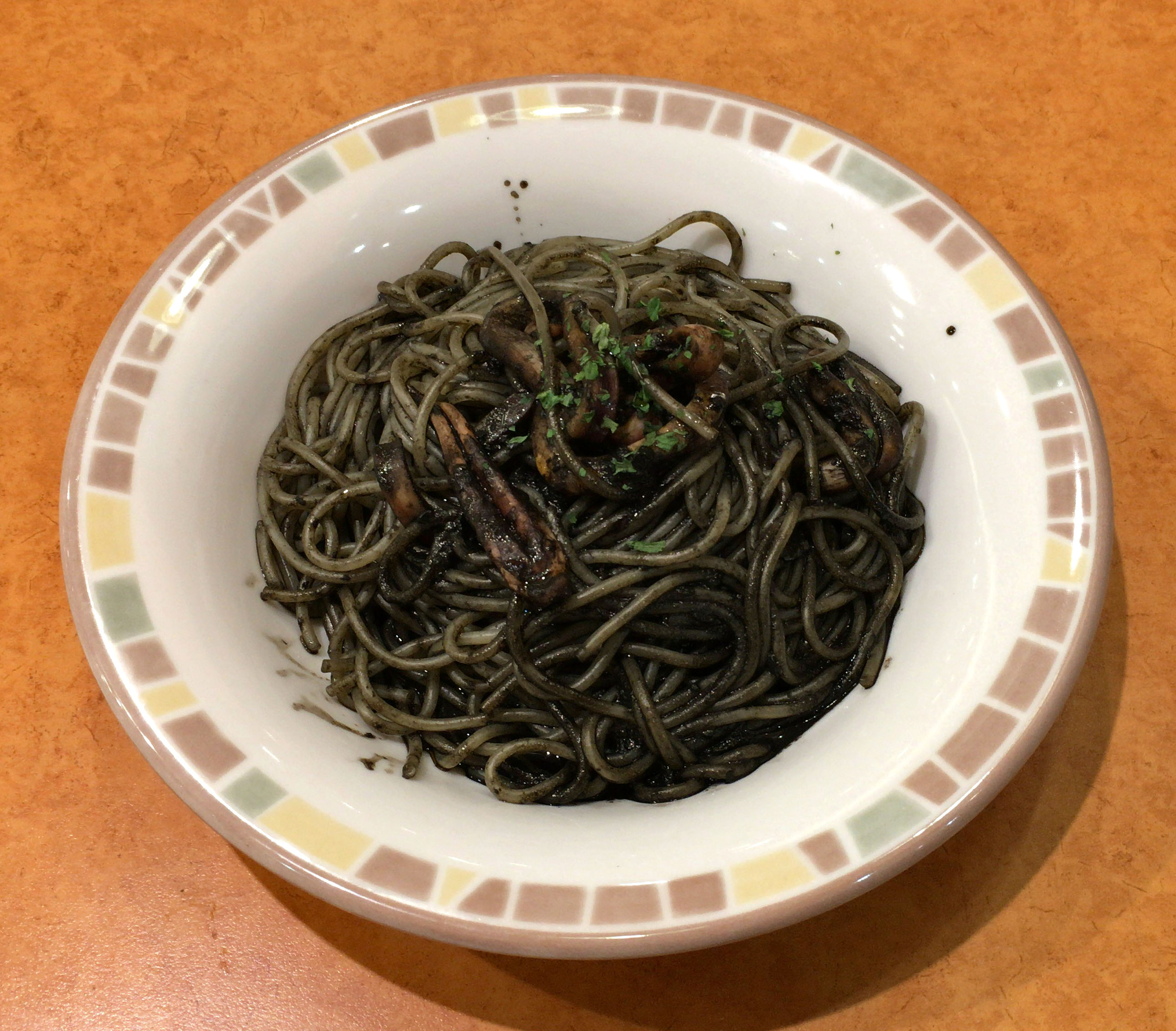
spaghetti sauce à l'encre
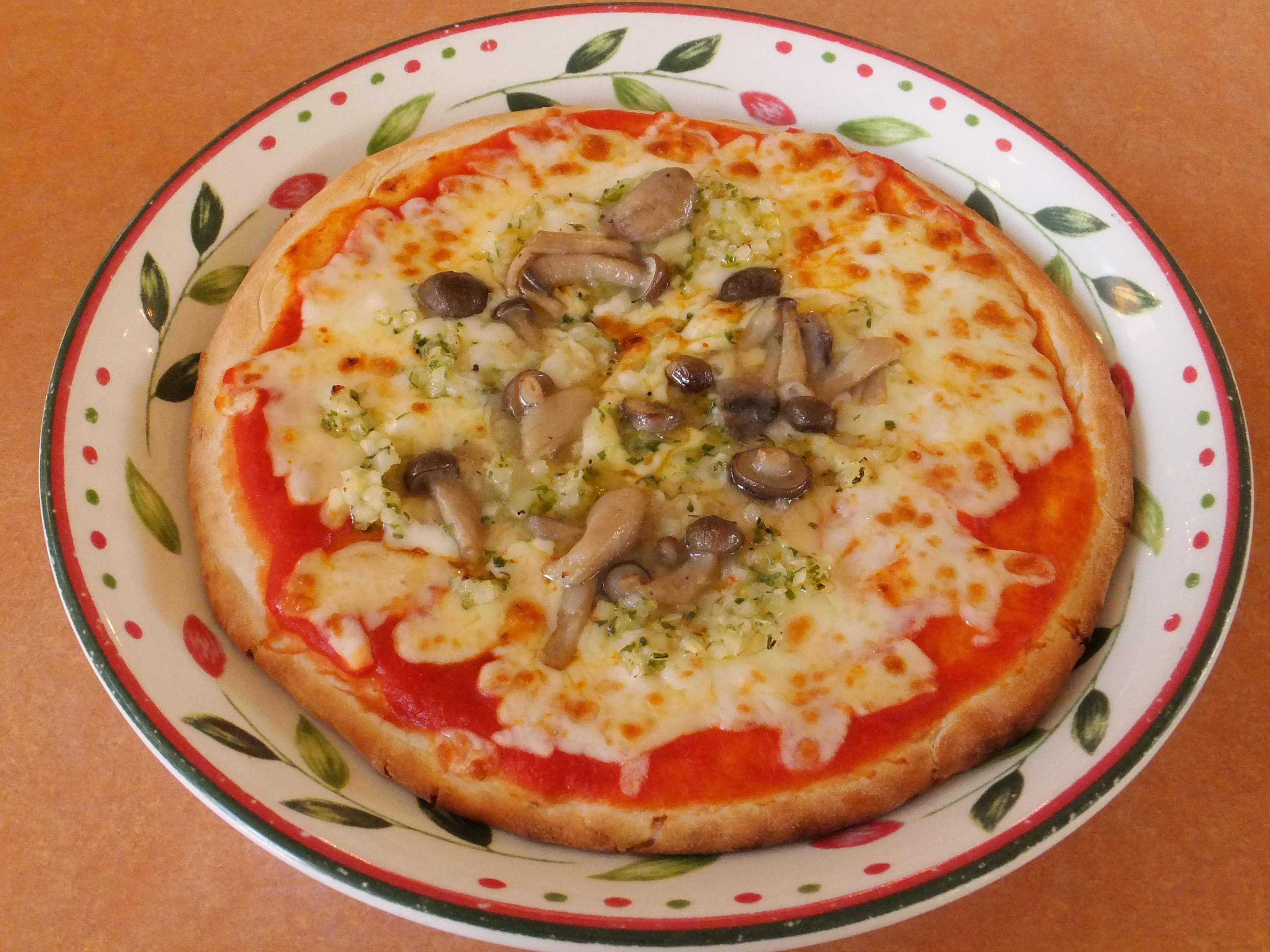
pizza au champignons
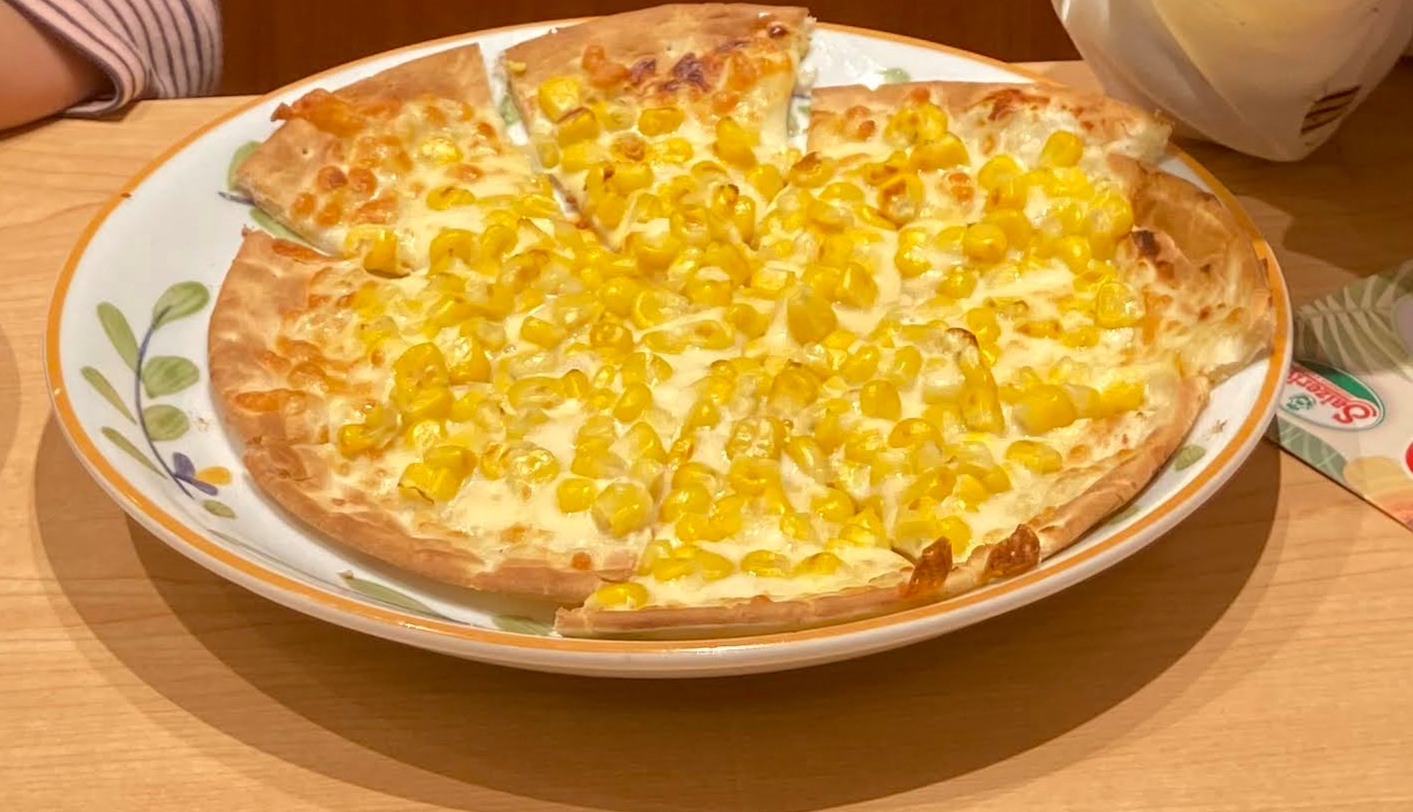
pizza au mais
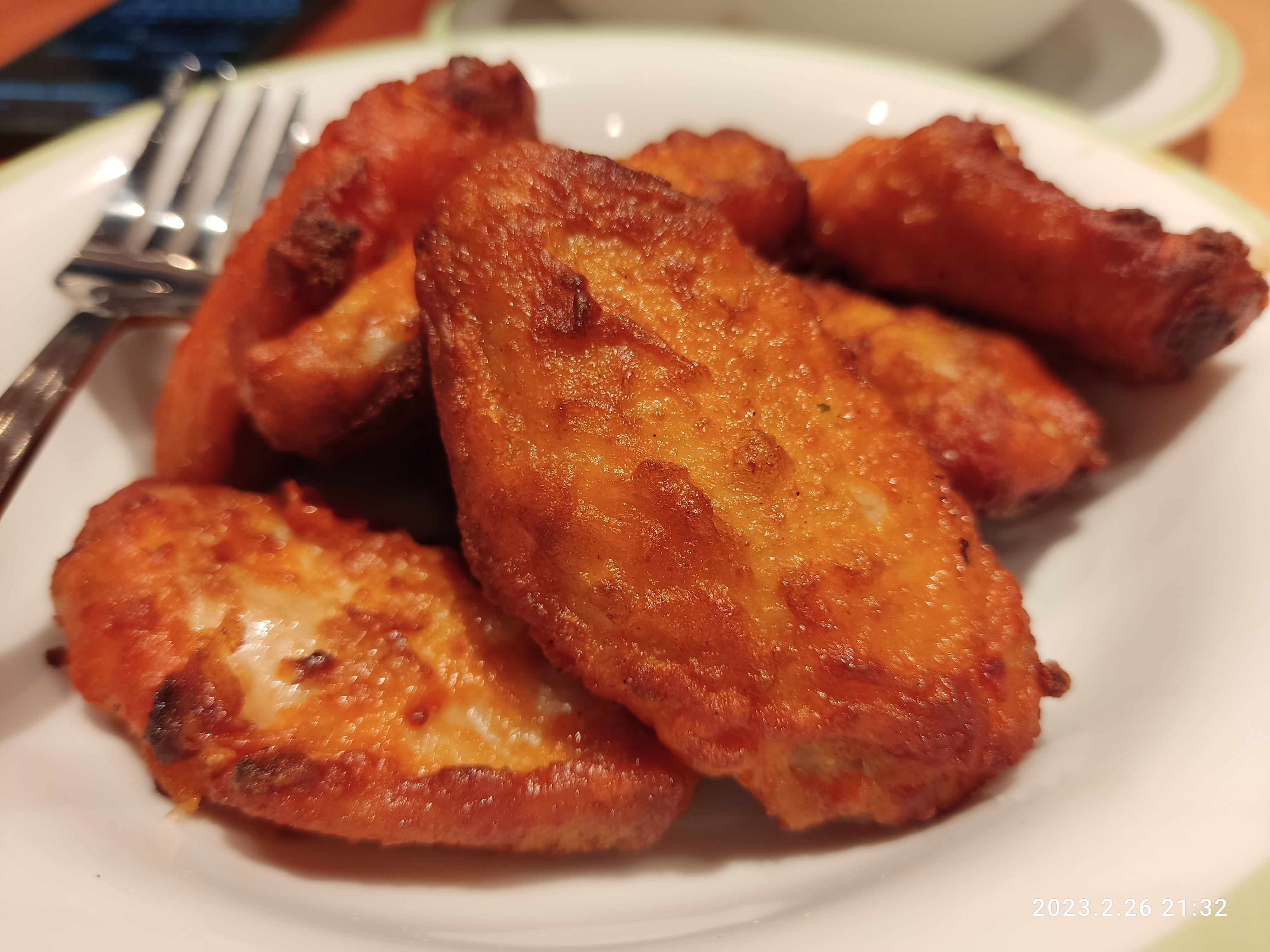
ailes de poulet
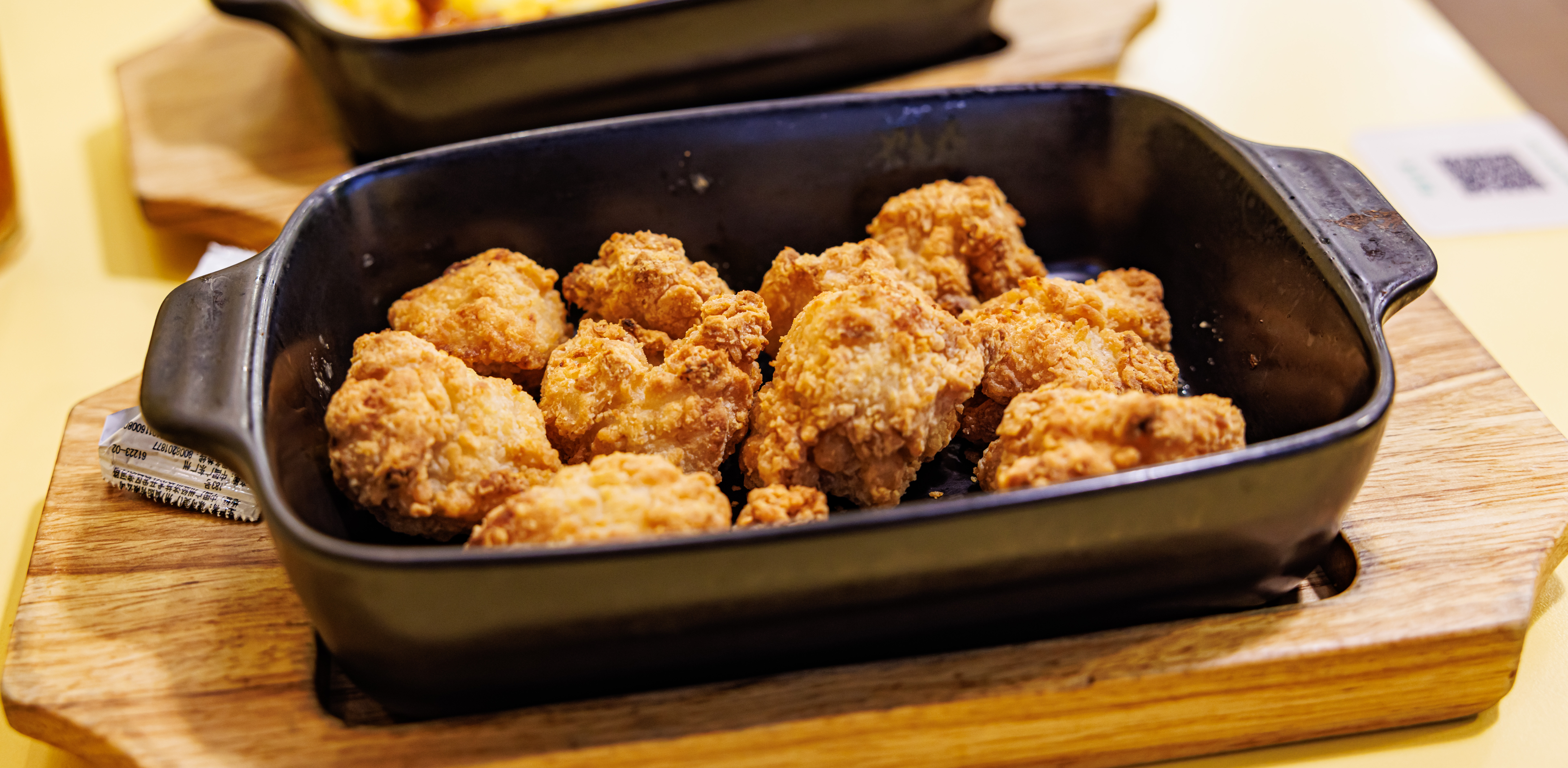
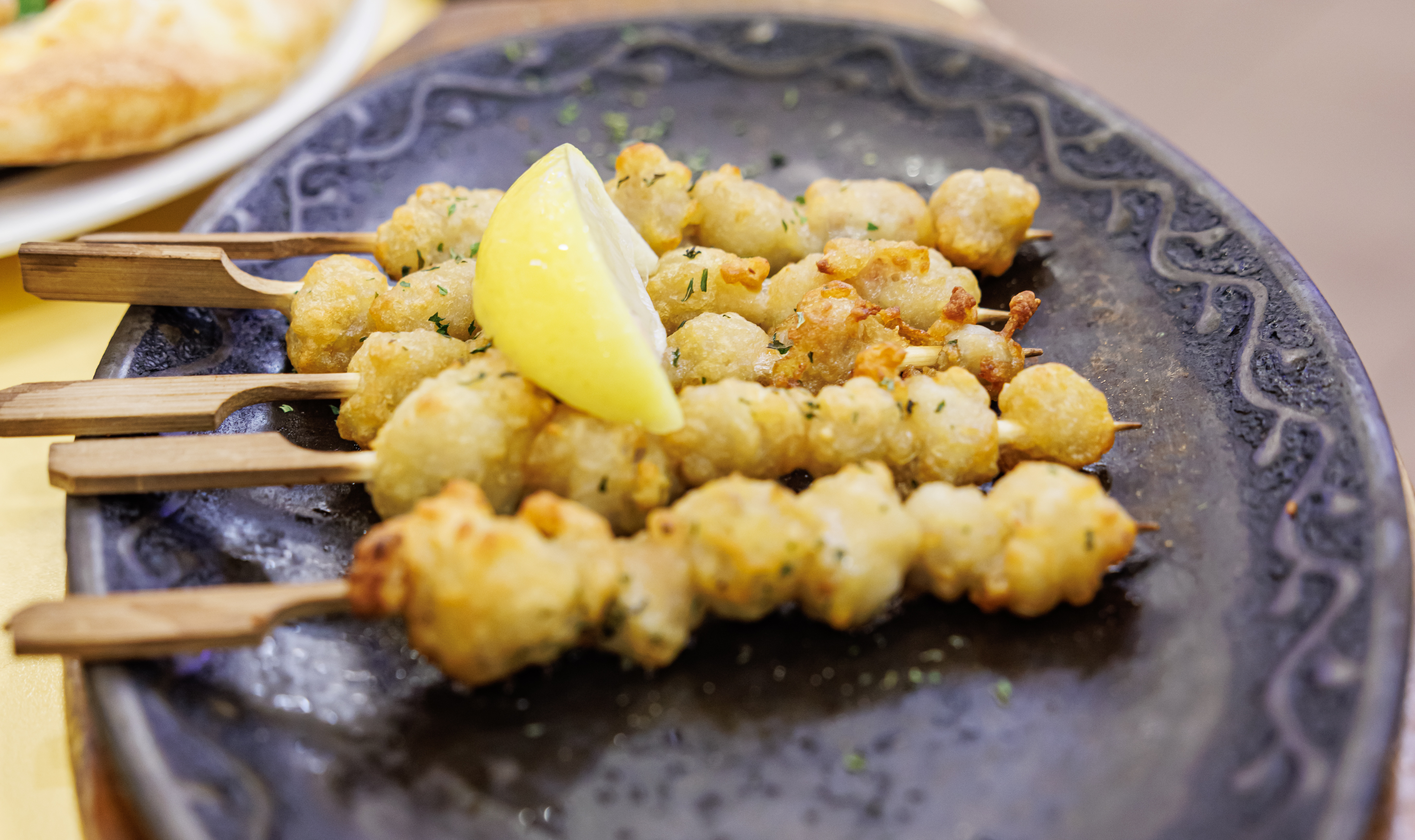
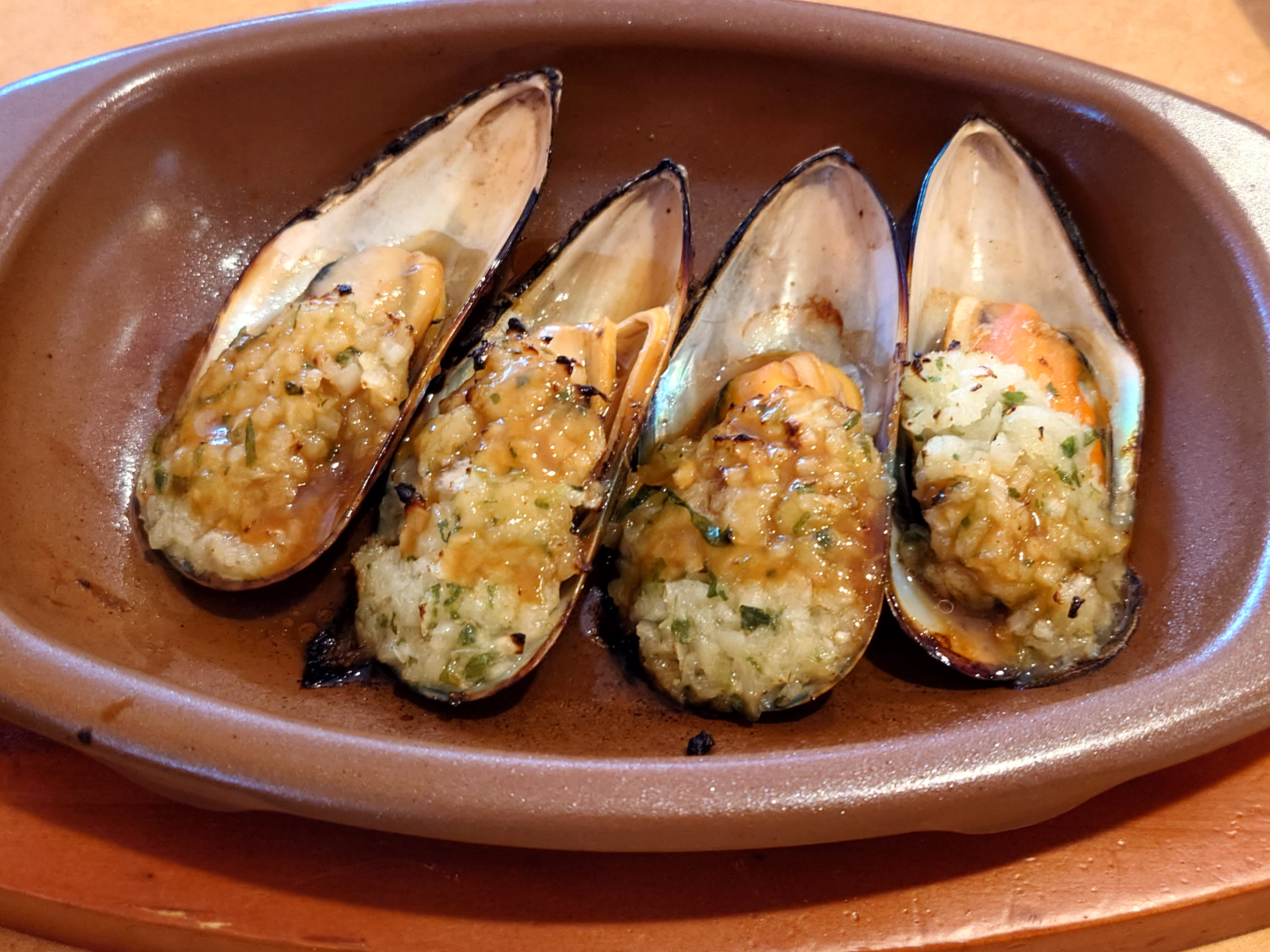
moules
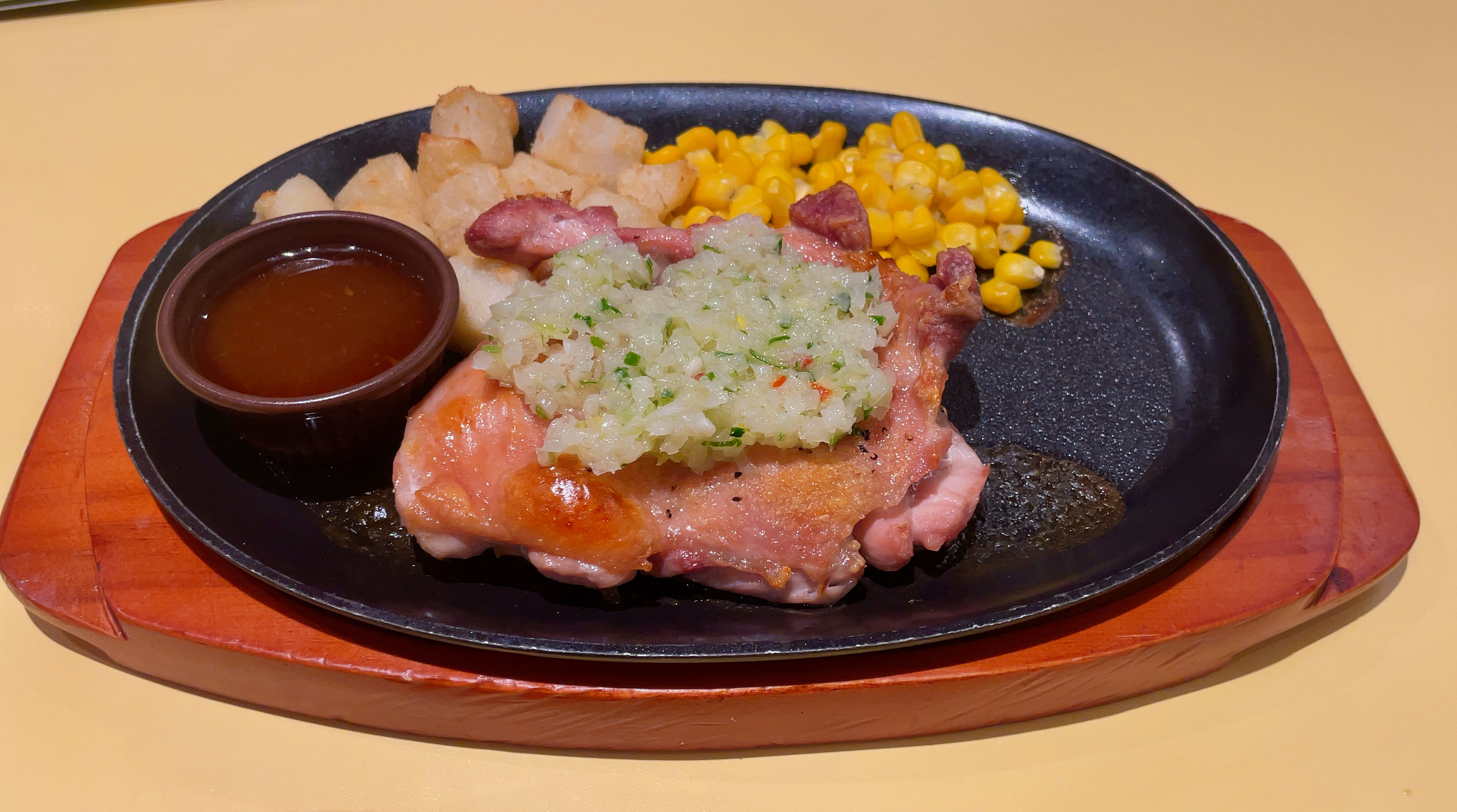
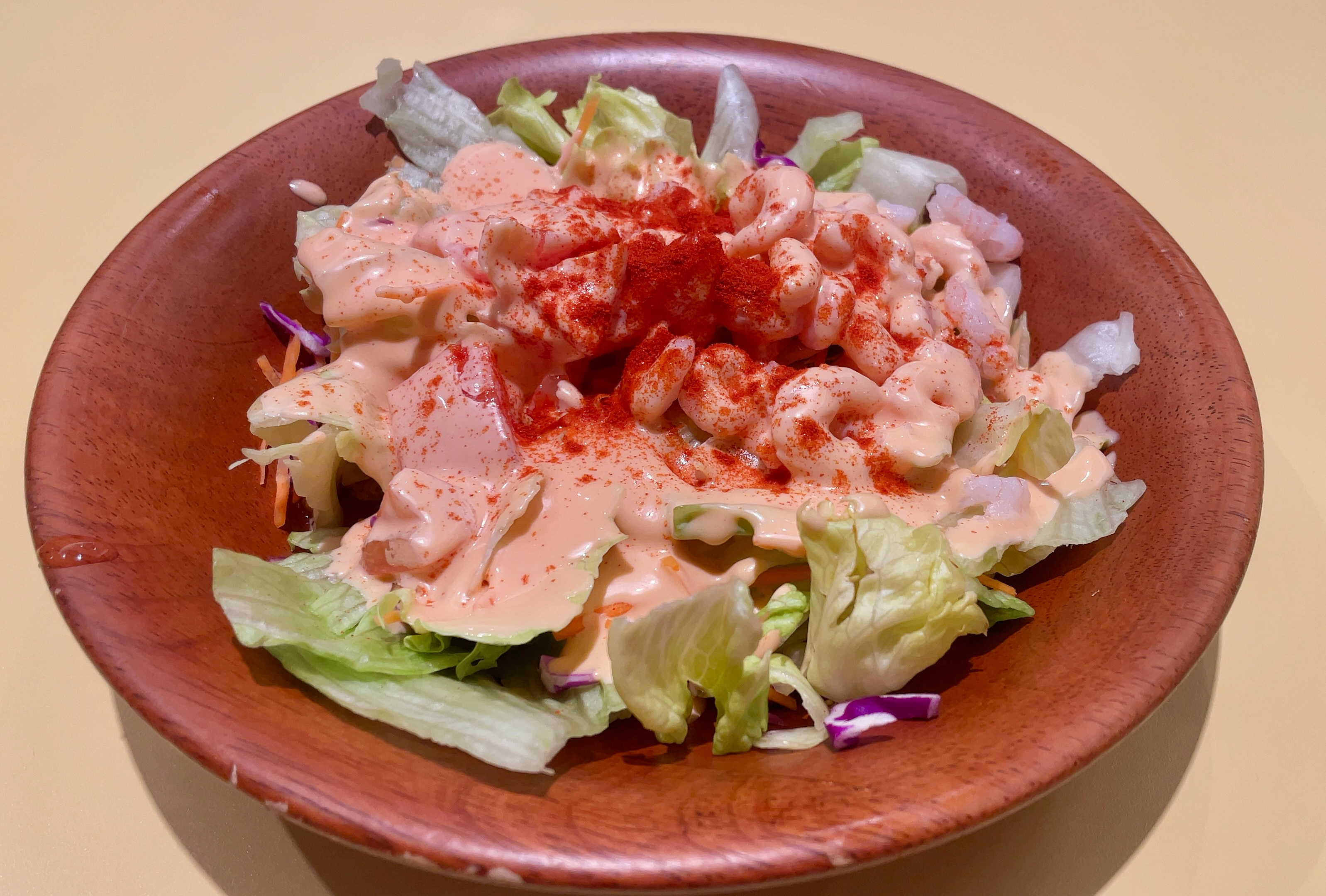
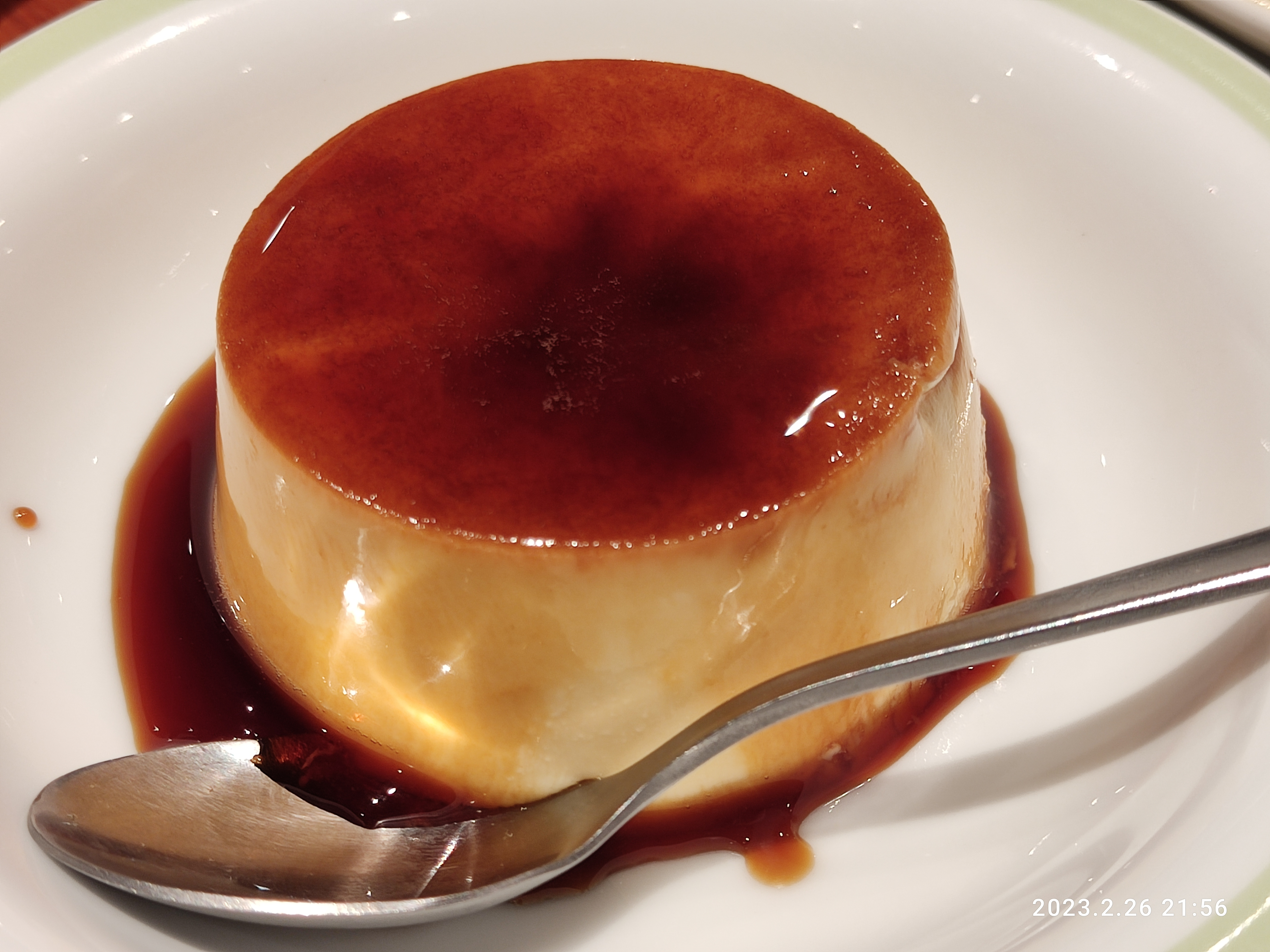
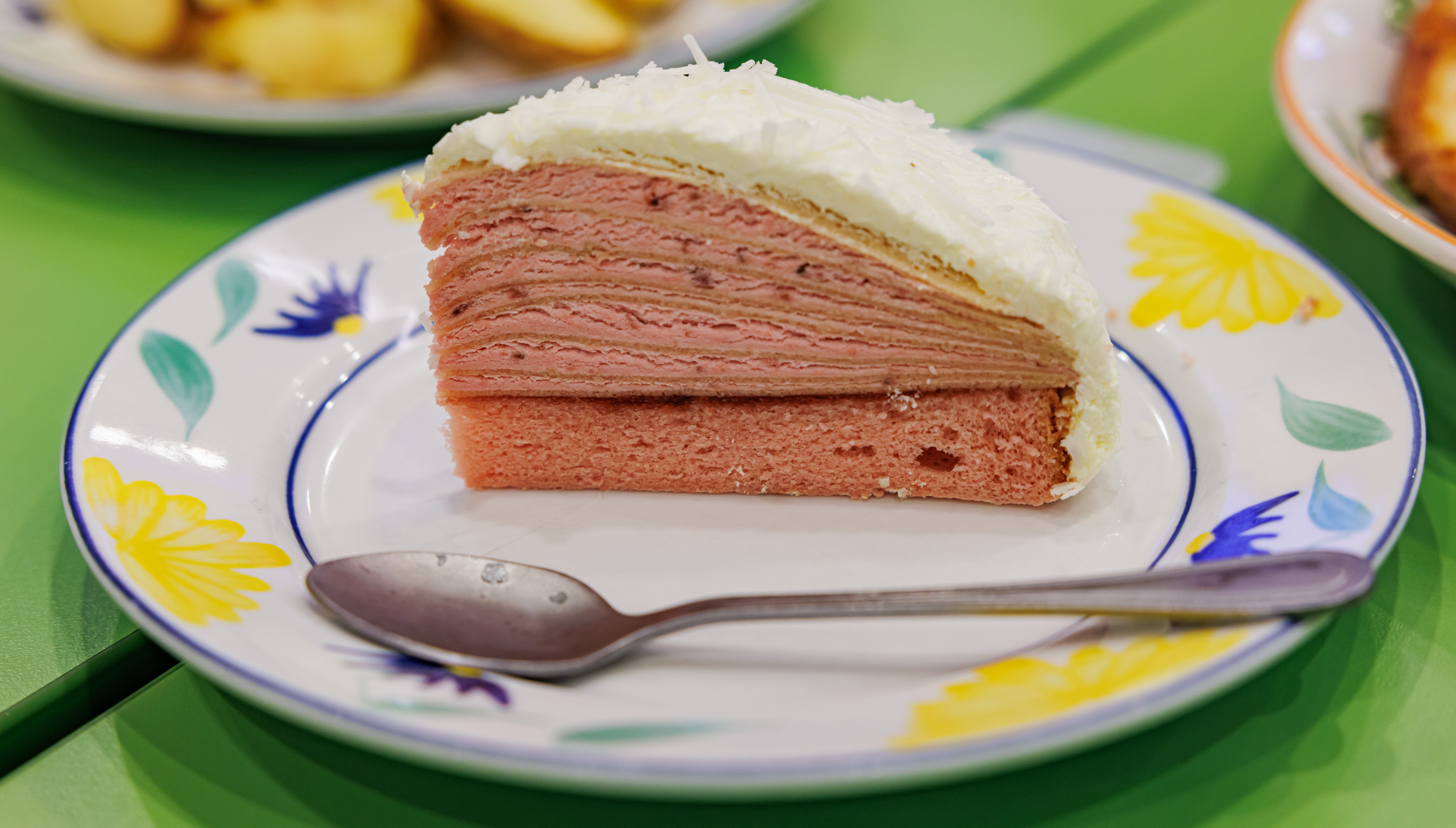

Emplacements

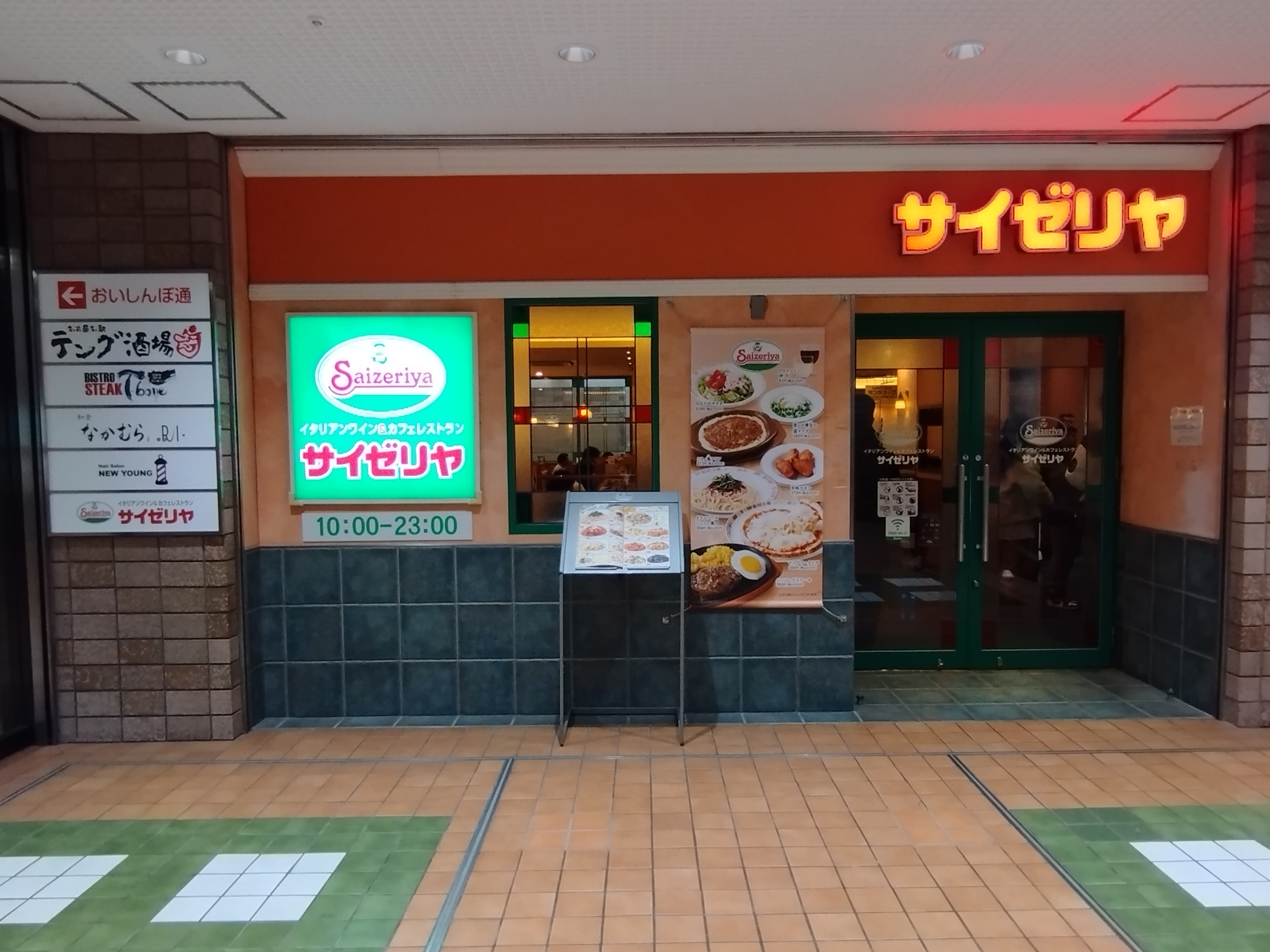
À Nagoya, au Japon
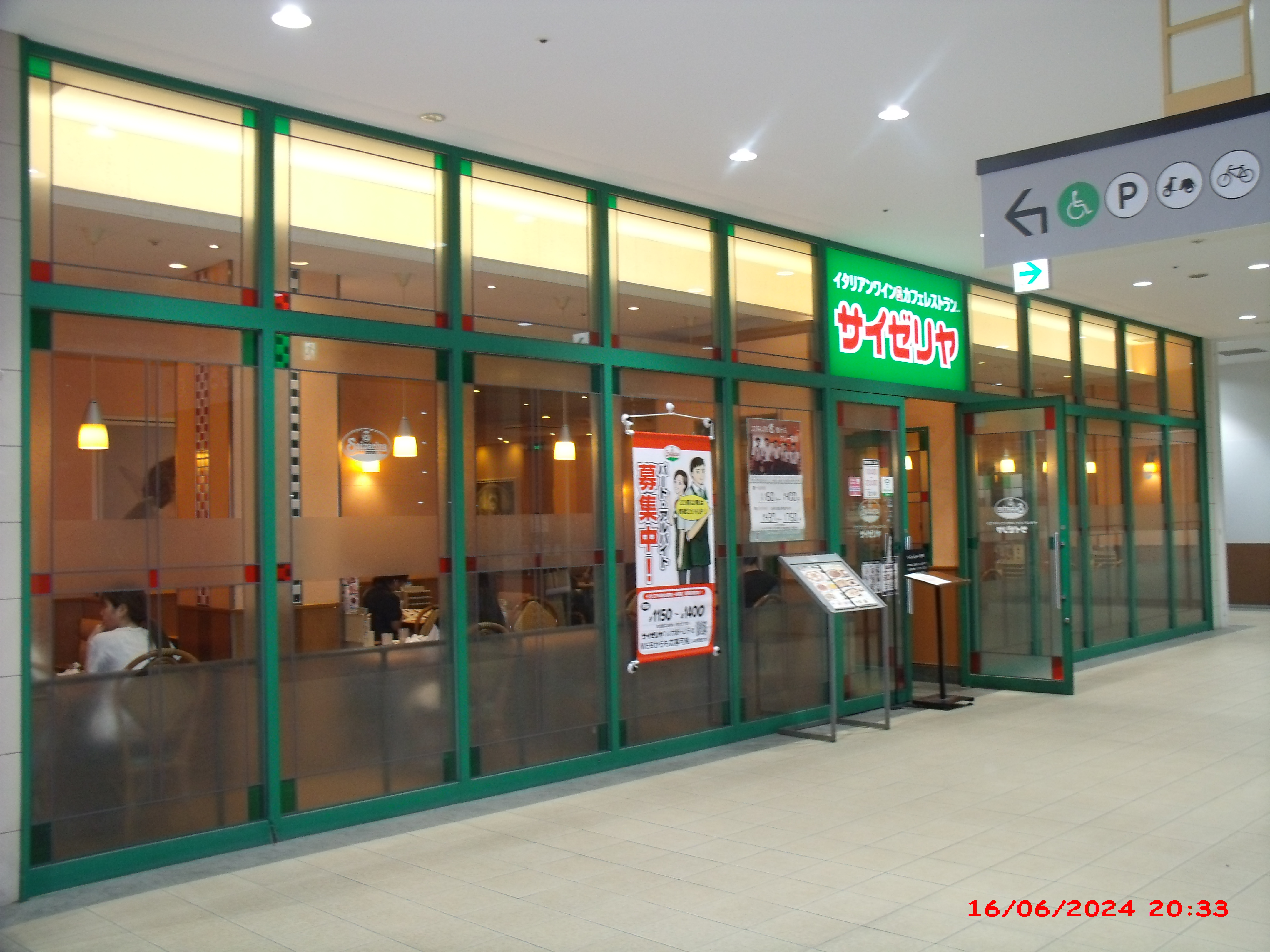
À Osaka, au Japon
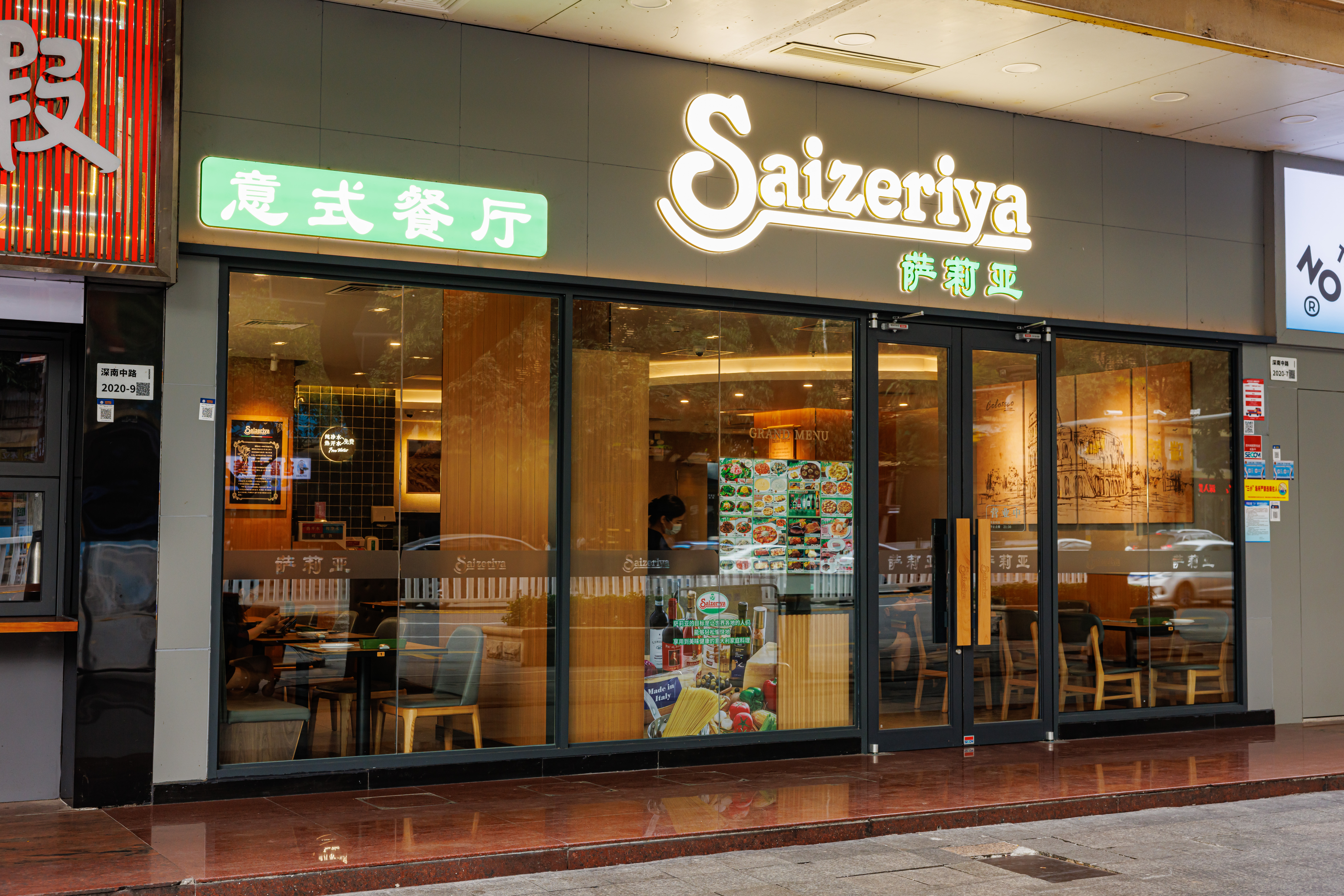
À Shenzhen, en Chine
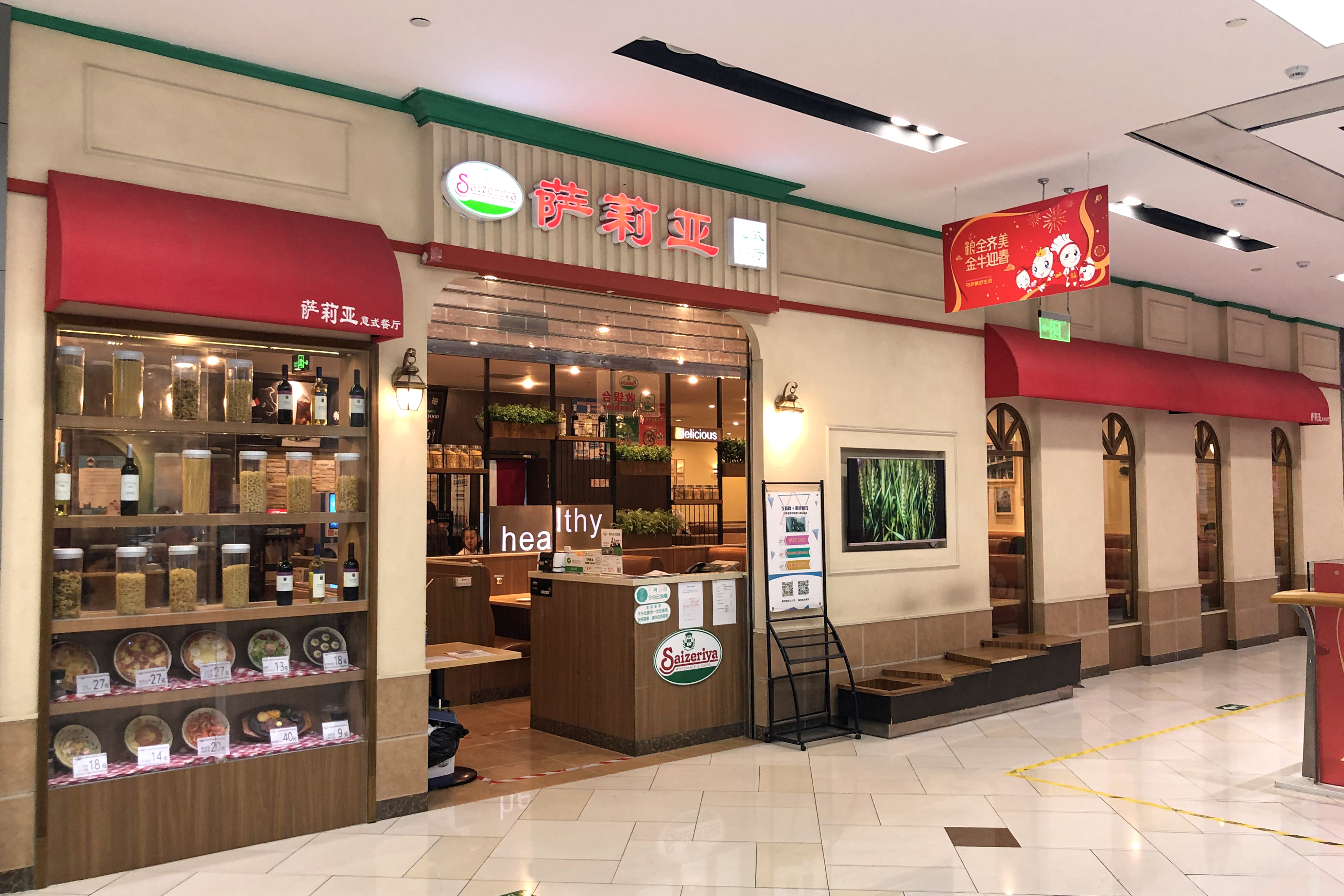
À Pékin, en Chine